# Natació al Campionat del Món de natació de 2013 – 200 m braça femení
Els 200 metres braça femení es van celebrar entre el 1 i 2 d'agost de 2013 al Palau Sant Jordi a Barcelona.

## Rècords
Els rècords del món abans de començar la prova:
| Rècord del món       | Rebecca Soni, Estats Units | 2:19.59 | Londres, Regne Unit | 2 d'agost de 2012    |
| Rècord del campionat | Annamy Pierse, Canadà      | 1:20.12 | Roma, Itàlia        | 30 de juliol de 2009 |

Durant el transcurs de la prova es va batre els rècord dels campionats, fixant-lo en els següents temps:
| Data      | Sèrie       | Nom                   | País      | Temps   | Rècord |
| --------- | ----------- | --------------------- | --------- | ------- | ------ |
| 1 d'agost | Semifinal 1 | Rikke Møller Pedersen | Dinamarca | 1:04.52 | WR, CR |

## Resultats
NR: Rècord nacional
WR: Rècord del món
CR: Rècord dels campionats
DNS: No presentada
DSQ: Desqualificada

### Sèries
| Posició | Sèries | Carrer | Nom                       | País              | Temps   | Notes |
| ------- | ------ | ------ | ------------------------- | ----------------- | ------- | ----- |
| 1       | 2      | 5      | Micah Lawrence            | Estats Units      | 2:21.74 | Q     |
| 2       | 4      | 4      | Rikke Møller Pedersen     | Dinamarca         | 2:22.20 | Q     |
| 3       | 2      | 4      | Yuliya Yefimova           | Rússia            | 2:23.13 | Q     |
| 4       | 4      | 5      | Rie Kaneto                | Japó              | 2:23.91 | Q     |
| 5       | 2      | 6      | Marina García             | Catalunya         | 2:24.21 | Q     |
| 6       | 3      | 6      | Viktoriya Solnceva        | Ucraïna           | 2:24.65 | Q, NR |
| 7       | 3      | 2      | Shi Jinglin               | R.P. de la Xina   | 2:25.73 | Q     |
| 8       | 3      | 5      | Martha McCabe             | Canadà            | 2:25.91 | Q     |
| 9       | 3      | 7      | Jessica Vall              | Catalunya         | 2:26.62 | Q     |
| 10      | 4      | 3      | Breeja Larson             | Estats Units      | 2:26.90 | Q     |
| 11      | 3      | 4      | Satomi Suzuki             | Japó              | 2:27.31 | Q     |
| 12      | 3      | 3      | Sally Foster              | Austràlia         | 2:27.41 | Q     |
| 13      | 2      | 7      | Back Su-Yeon              | Corea del Sud     | 2:27.47 | Q     |
| 14      | 2      | 3      | Yang Ji-Won               | Corea del Sud     | 2:27.78 | Q     |
| 15      | 3      | 8      | Jenna Laukkanen           | Finlàndia         | 2:28.04 | Q, NR |
| 16      | 4      | 7      | Hrafnhildur Lúthersdóttir | Islàndia          | 2:28.12 | Q     |
| 17      | 4      | 8      | Hannah Miley              | Regne Unit        | 2:28.15 |       |
| 18      | 4      | 1      | Martina Moravčíková       | Txèquia           | 2:28.35 | NR    |
| 19      | 4      | 6      | Joline Hostman            | Suècia            | 2:28.41 |       |
| 20      | 2      | 8      | Fiona Doyle               | Irlanda           | 2:30.49 | NR    |
| 21      | 4      | 2      | Tera van Beilen           | Canadà            | 2:31.34 |       |
| 22      | 2      | 1      | Alia Atkinson             | Jamaica           | 2:31.49 |       |
| 23      | 1      | 5      | Siow Yi Ting              | Malàisia          | 2:31.99 |       |
| 24      | 1      | 4      | Samantha Yeo              | Singapur          | 2:32.55 |       |
| 25      | 2      | 9      | Esther González           | Mèxic             | 2:32.82 |       |
| 26      | 4      | 9      | Julia Sebastián           | Argentina         | 2:32.88 |       |
| 27      | 3      | 9      | Alona Ribakova            | Letònia           | 2:33.07 |       |
| 28      | 1      | 6      | Maria Romanjuk            | Estònia           | 2:33.48 | NR    |
| 29      | 2      | 0      | Raminta Dvariškytė        | Lituània          | 2:33.84 |       |
| 30      | 2      | 2      | Hanna Dzerkal             | Ucraïna           | 2:34.06 |       |
| 31      | 1      | 3      | Tara-Lynn Nicholas        | Sud-àfrica        | 2:34.41 |       |
| 32      | 4      | 0      | Ioana Alexandra Popa      | Romania           | 2:34.66 |       |
| 33      | 1      | 2      | Daniela Lindemeier        | Namíbia           | 2:37.47 | NR    |
| 34      | 1      | 7      | Irene Chrysostomou        | Xipre             | 2:39.65 |       |
| 35      | 1      | 8      | Barbara Vali-Skelton      | Papua Nova Guinea | 2:47.99 |       |
| 36      | 1      | 0      | Anum Bandey               | Pakistan          | 2:55.65 | NR    |
| 37      | 3      | 0      | Lisa Zaiser               | Àustria           |         | DSQ   |
| 38      | 1      | 1      | Ngô Thị Ngọc Quỳnh        | Vietnam           |         | DNS   |
| 38      | 3      | 1      | Caroline Ruhnau           | Alemanya          |         | DNS   |

### Semifinals

#### Semifinal 1
| Posició | Carrer | Nom                       | País          | Temps   | Notes |
| ------- | ------ | ------------------------- | ------------- | ------- | ----- |
| 1       | 4      | Rikke Møller Pedersen     | Dinamarca     | 2:19.11 | Q, WR |
| 2       | 5      | Rie Kaneto                | Japó          | 2:23.28 | Q     |
| 3       | 7      | Sally Foster              | Austràlia     | 2:24.14 | Q     |
| 4       | 3      | Viktoriya Solnceva        | Ucraïna       | 2:24.19 | Q, NR |
| 5       | 6      | Martha McCabe             | Canadà        | 2:24.68 | Q     |
| 6       | 2      | Breeja Larson             | Estats Units  | 2:26.22 |       |
| 7       | 1      | Yang Ji-Won               | Corea del Sud | 2:27.67 |       |
| 8       | 8      | Hrafnhildur Lúthersdóttir | Islàndia      | 2:29.30 |       |

#### Semifinal 2
| Posició | Carrer | Nom             | País            | Temps   | Notes |
| ------- | ------ | --------------- | --------------- | ------- | ----- |
| 1       | 5      | Yuliya Yefimova | Rússia          | 2:19.85 | Q     |
| 2       | 3      | Marina García   | Catalunya       | 2:22.88 | Q, NR |
| 3       | 4      | Micah Lawrence  | Estats Units    | 2:23.23 | Q     |
| 4       | 6      | Shi Jinglin     | R.P. de la Xina | 2:25.52 |       |
| 5       | 1      | Back Su-Yeon    | Corea del Sud   | 2:25.61 |       |
| 6       | 7      | Satomi Suzuki   | Japó            | 2:25.77 |       |
| 7       | 2      | Jessica Vall    | Catalunya       | 2:27.00 |       |
| 8       | 8      | Jenna Laukkanen | Finlàndia       | 2:29.86 |       |

### Final
| Posició | Carrer | Nom                   | País         | Temps   | Notes |
| ------- | ------ | --------------------- | ------------ | ------- | ----- |
| 1       | 5      | Yuliya Yefimova       | Rússia       | 2:19.41 | NR    |
| 2       | 4      | Rikke Møller Pedersen | Dinamarca    | 2:20.08 |       |
| 3       | 6      | Micah Lawrence        | Estats Units | 2:22.37 |       |
| 4       | 2      | Rie Kaneto            | Japó         | 2:22.96 |       |
| 5       | 1      | Viktoriya Solnceva    | Ucraïna      | 2:23.01 | NR    |
| 6       | 3      | Marina García         | Catalunya    | 2:23.55 |       |
| 7       | 7      | Sally Foster          | Austràlia    | 2:24.01 |       |
| 8       | 8      | Martha McCabe         | Canadà       | 2:25.21 |       |